# 九江英租界

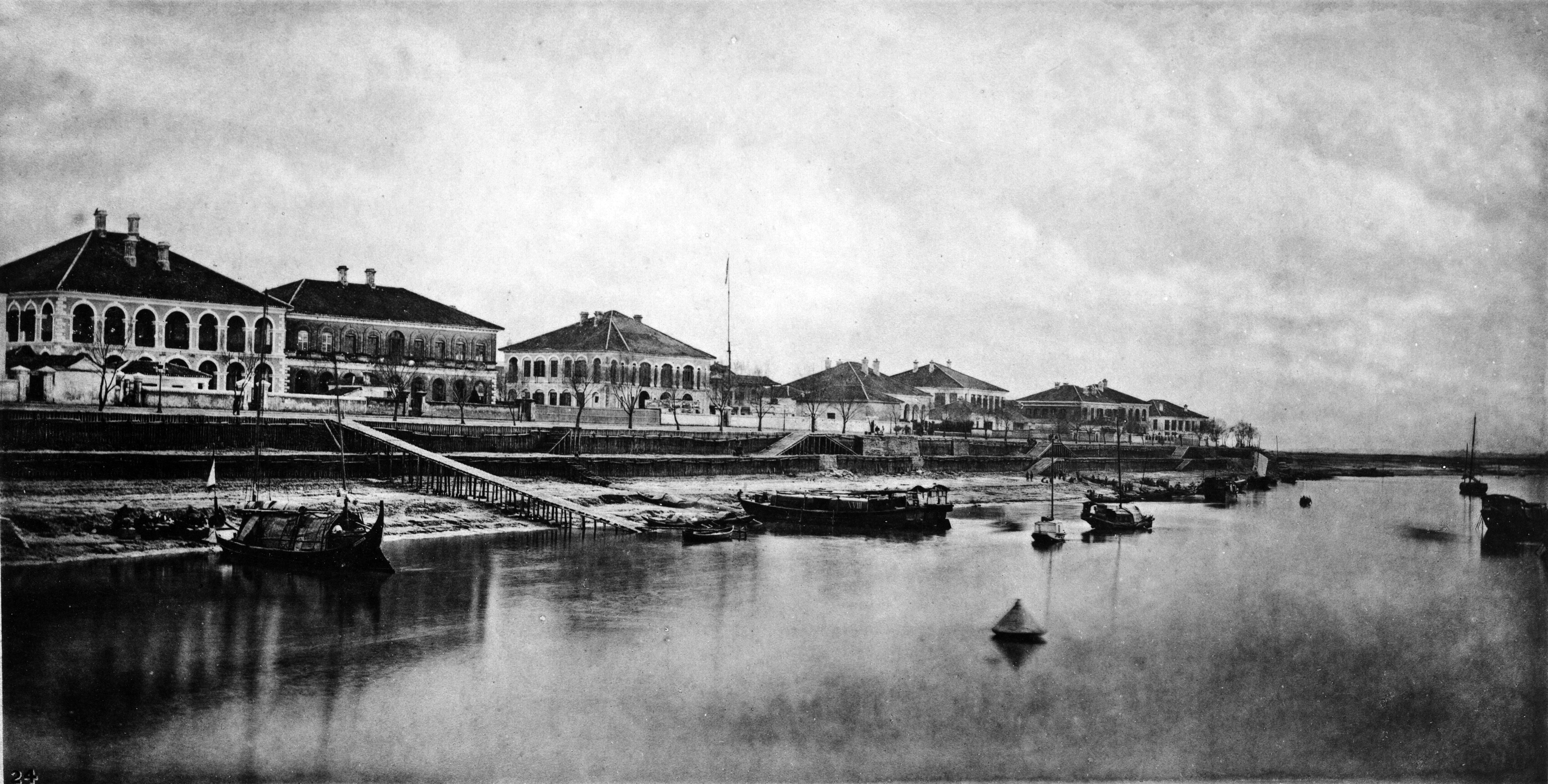
19世紀晚期的九江英租界江邊風光。

九江英租界是近代中国七个在华英租界之一（另外六个是上海英租界（不久并入上海公共租界）、天津英租界、汉口英租界、镇江英租界、广州英租界和厦门英租界），也是九江惟一的租界。

## 开辟
由于清朝在第二次鸦片战争中战败，而在1858年《中英天津条约》第十款中，规定“准将自汉口溯流至海各地，选择不逾三口，准为英船出进货物通商之区”。第二次鸦片战争结束后，1861年初，英国参赞巴夏礼乘坐军舰前往根据条约新开辟的长江口岸勘察形势，选定将要开辟的租界界址。在镇江和汉口两地租界界址划定之后，3月22日，巴夏礼从汉口返回九江。他一度计划改到控扼鄱阳湖口的湖口开辟商埠，但是经过江西省官员的一再劝说，最终确定在九江开辟商埠。3月25日，江西布政使张集馨与英国参赞巴夏礼订立开辟九江英租界的约章《九江租地约》。租界的位置位于九江府城以西，长江与甘棠湖之间的狭窄地段，西面到龙开河，东西向长150丈（即沿长江岸线长度），南北向进深为60丈。面积150亩。租界南部包括湓浦港的一部分。湓浦港原是长江的江汊，早已淤塞成池塘。

## 扩张
1891年，英租界当局又进而填筑位于界外的一汊，将筑成的数十亩土地开辟为公园、球场，并附设一所招收外侨子弟的小学。于是，在九江英租界的南部首先形成了界外侵占区。

## 管理
九江英租界的行政体制实行侨民自治，通过选举产生工部局董事会，设有2~4名董事。英国领事不干预租界的日常行政。工部局为租界的行政机构，下设有警务机构巡捕房。 

## 市政
九江英租界开辟不久，到1867年，界内修筑了长江码头和大致呈田字形交汇的道路（东西向：江岸路、中街；南北向：庐山路、西河岸路），沿江的土地大多已经被怡和洋行、太古洋行等英国商号租借。

## 经济
九江开埠和开辟英租界不久，作为江西省唯一的通商口岸，九江很快取代了江西省传统的商业中心吴城镇（位于赣江注入鄱阳湖之处）和樟树镇（位于赣江中游），成为江西省新的贸易中心。江西的进出口货物不再经由传统的商路南下广东，而是北上经由九江。

## 事件
在九江英租界存在期间，曾经发生过数起中外冲突事件。一次是租界开辟之初，1862年3月27日，九江人民对英国领事馆佛礼赐私移界桩，企图扩展租界地盘和阻止租界外居民开挖界沟、开枪射杀赵成武的强盗行径，怒不可遏，英勇的砸开了租界大门，冲进英领事馆，打击了侵略者的嚣张气焰。4月19日，英国驻京公使卜鲁斯照会清政府：“倘若此后再有所妄为，诚恐难免用武保安”。清政府主持总理衙门衙门的奕訢极力弹圧。1909年4月26日，湖口农民余发成初到九江，路过英租界，随意观望，英总巡捕马士发现后，即用警棍敲击，余当场倒地，抬到医院后不久死亡。当即引起九江各界群众的抗议，社会舆论强烈。码头工人拒绝为英船装卸货物，对英实行抵制，迫于九江人民的压力，英国驻沪高级审判官司盛金生来浔，判定赔偿500大洋，并声称：依照英国法律，只能监禁数日，并无偿命之理，马士当日以无罪开释，当时华官默然，律师也不敢提出异议，棍打人命案就此了结。1919年，英帝在租界强收路税，日渐加剧，并常常以皮鞭木棒殴打中国人，引起九江人民激愤，社会各界公推代表赴地方政府交涉署请愿，要求政府向英国领事抗议和交涉。在九江人民的强烈抗议下，英国领事馆不得不取消租界苛税。1925年6月13日，九江的中国群众在全国性的五卅运动中，发动对英租界的冲击行动。最后一次则是1927年1月6日大规模的冲击行动，九江工人纠察队因制止破坏罢工行为，与英国水兵发生冲突，英兵开枪打死打伤纠察队员，英舰开炮示威。市民激愤，商民相继罢市。英领事馆及租界官吏无法维持租界秩序，逃避他去。这次行动最终导致了九江英租界的结束。

## 收回
1927年1月6日，九江英租界被大批中国民众冲击。2月20日，武汉国民政府外交部长陈友仁与英方代表欧玛利签订《收回九江英租界之协定》。3月4日，武汉国民政府中央政府会议，通过外交部所拟《收回九江英租界之协定》3月15日，武汉国民政府正式收回九江英租界。

## 现状
在原九江英租界地段，仅保留了少许旧日遗存的建筑，现已公布为文物保护单位。湓浦路14号院内，集中了其中英亚细亚公寓旧址、日本领事馆旧址、日本台湾银行旧址等四座历史建筑，2018年，设立了九江租界旧址博物馆。

### 全国重点文物保护单位
| 编号  | 名称         | 年代 | 地址         | 坐标                                            | 类别                        | 图片 | 备注 |
| ----- | ------------ | ---- | ------------ | ----------------------------------------------- | --------------------------- | ---- | ---- |
| 6-970 | 美孚洋行旧址 | 近代 | 浔阳区滨江路 | 29°43′31″N 115°58′26″E / 29.72528°N 115.97389°E | 近现代重要史迹 及代表性建筑 |      |      |

### 江西省文物保护单位
| 编号 | 名称             | 年代 | 地址         | 坐标                                            | 类别                        | 图片 | 备注 |
| ---- | ---------------- | ---- | ------------ | ----------------------------------------------- | --------------------------- | ---- | ---- |
| 3-   | 日本领事馆旧址   | 近代 | 浔阳区滨江路 | 29°43′35″N 115°58′35″E / 29.72639°N 115.97639°E | 近现代重要史迹 及代表性建筑 |      |      |
| 5-87 | 日本台湾银行旧址 | 近代 | 浔阳区滨江路 | 29°43′35″N 115°58′35″E / 29.72639°N 115.97639°E | 近现代重要史迹 及代表性建筑 |      |      |
| 6-   | 英亚细亚公寓旧址 |      | 浔阳区       |                                                 | 近现代重要史迹 及代表性建筑 |      |      |

### 九江市文物保护单位
| 编号   | 名称               | 年代   | 地址                             | 坐标 | 类别                        | 图片 | 备注 |
| ------ | ------------------ | ------ | -------------------------------- | ---- | --------------------------- | ---- | ---- |
| 3-24   | 太古洋行旧址       | 近代   | 浔阳区滨江路37号（原九江港医院） |      | 近现代重要史迹 及代表性建筑 |      |      |
| 4-4-02 | 日本领事馆公寓旧址 | 1910年 | 浔阳区湓浦街道湓浦社区湓浦路16号 |      | 近现代重要史迹 及代表性建筑 |      |      |